# 加藤憲一
加藤 憲一（かとう けんいち、1964年〈昭和39年〉5月11日 - ）は、日本の政治家。神奈川県小田原市長（4期）。

## 来歴
神奈川県小田原市出身。
0才で父親を、中学二年で母親を、共に病気で亡くしている。
私立小田原愛児園卒園。小田原市立芦子小学校、小田原市立城山中学校、神奈川県立小田原高等学校卒業。
1988年（昭和63年）3月、京都大学法学部卒業（ゼミは比較政治学）。同年、経営戦略コンサルティング会社に就職。1996年（平成8年）、自給自足を目指して独立。小田原市内にて林業、漁業、農業などを手がける。
2004年（平成16年）5月16日執行の小田原市長選挙に無所属で立候補するも、現職の小澤良明に敗れ、落選。
2008年（平成20年）5月18日執行の小田原市長選挙に無所属で立候補し、城下町ホール（現在建築中の市民ホール）の計画変更を訴えて初当選。投票率は53.93%。2012年（平成24年）5月の選挙で2期目の当選を果たす。投票率は41.87%。
2016年（平成28年）の小田原市長選挙では対立候補が現れず、無投票で3期目の当選を果たした。小田原市長選の無投票は59年ぶりであった。
2020年（令和2年）5月17日執行の小田原市長選へ4選を目指して、労働組合の小田原・足柄地域連合から推薦を受け立候補したがしたが、自民党推薦の元県議の守屋輝彦に544票差で敗れ、落選した。
※当日有権者数：159,323人 最終投票率：46.79%（前回比：＋4.92pts）
| 候補者名 | 年齢 | 所属党派 | 新旧別 | 得票数   | 得票率 | 推薦・支持         |
| -------- | ---- | -------- | ------ | -------- | ------ | ------------------ |
| 守屋輝彦 | 53   | 無所属   | 新     | 37,245票 | 50.37% | （推薦）自由民主党 |
| 加藤憲一 | 56   | 無所属   | 現     | 36,701票 | 49.63% |                    |

2023年（令和5年）11月18日、小田原駅東口付近の北條ポケットパークで、2024年5月19日執行の小田原市長選挙に無所属で立候補することを宣言した。約300人の聴衆の前で、「市政をまっとうな方向に戻す」などと述べた。同選挙には現職の守屋輝彦市長も出馬を表明。
2024年（令和6年）5月19日投票の小田原市長選挙では、自由民主党、日本維新の会、国民民主党、連合神奈川、小田原・足柄地域連合の推薦を得た現職の守屋らを大差で破り、4年ぶりに市長に復帰した。
※当日有権者数：157,448人 最終投票率：48.17%（前回比：1.38pts）
| 候補者名 | 年齢 | 所属党派 | 新旧別 | 得票数   | 得票率 | 推薦・支持                                               |
| -------- | ---- | -------- | ------ | -------- | ------ | -------------------------------------------------------- |
| 加藤憲一 | 60   | 無所属   | 元     | 46,038票 | 61.22% |                                                          |
| 守屋輝彦 | 57   | 無所属   | 現     | 25,528票 | 33.95% | （推薦）自由民主党、日本維新の会、国民民主党、連合神奈川 |
| 古川透   | 64   | 無所属   | 新     | 3,630票  | 4.83%  |                                                          |

## 市政

### 全国に先駆ける未来の構想に関する市政

#### 「SDGs未来都市」と「自治体SDGsモデル事業」
- 小田原市は、加藤市政の下取り組んできた「持続可能な地域社会」が評価され、令和元年7月1日（月）にSDGs未来都市及び自治体SDGsモデル事業の両方に選定された[12][13]。
- 具体的に小田原市では、恵まれた自然環境、地勢条件、歴史的に育まれてきた技や人、地域の絆などの社会的資源を強みとし、「おだわら市民学校」によるひとづくりやつながりの強化を中核に、ポイント循環による「つながりの見える化」、Society5.0の実証研究を通じて、「いのちを守り育てる地域自給圏」を創造し、豊かで、安全で、持続可能な暮らしを実現してきた[14]。

#### 「地域循環共生圏」モデル都市の認定
- 「地域循環共生圏」とは、各地域がそれぞれの地域資源を最大限活用しながら自立・分散型の社会を形成しつつ、地域の特性に応じて資源を補完し支え合うことにより、地域の活力が最大限に発揮されることを目指す考え方である[15][16]。
- 全国から応募のあった66件の提案のうち、加藤市政下の小田原市を含む35団体が本事業の活動団体として選定された[15]。

### 人々のいのちや安全に関係する市政

#### おだわら総合医療福祉会館の建設
- 2014年4月1日におだわら総合医療福祉会館が開館された[17]。館内は小田原医師会の他、社会福祉協議会、看護学校などが同居している。市役所や市立病院とも隣接することから、市民にとって利便性の高い医療施設となった[18]。

#### 「ケアタウン構想」
- 2010年の小田原市の「ケアタウン構想」は高齢者、障がい者、子育て家庭など支援を必要としている方々を、制度な枠組みを越えて、市民、事業者、行政等が一体となって支える仕組みづくりである。国の事業である地域包括ケアシステムのように高齢者に限定せず、「子育て家庭」や「障がい者」を含めている点において先駆性がある[19]。
- 全市画一的に推進するのではなく、地域の実情に応じて、裁量的に計画を推進していた[20]。

#### 地域包括支援センターを12ヶ所に拡大
- 2017年4月に、各地（新玉、山王網一色、足柄、富水、桜井、豊川、上府中）の需要に応えるために4ヶ所増やし12ヶ所となった[21]。

#### 市民病院再整備の基本計画策定
- 2018年仕事始めのあいさつの中で、小田原市立病院建て替え事業について、その方針を明確にする考えを示した[22]。その後、2018年12月7日、新病院の2025年度までの開院を目指すとした市立病院再整備基本構想を公表し、建設場所は同市久野の現病院敷地での建て替えをまず検討し、来年前半にも決定する方針としたが[23]、2021年1月の厚生文教常任委員会では想定に留まり、決定には至っていない[24]。
- また、市民病院建替えについては、基本計画がないまま、多額の事業を進めることになるとの批判がある[25]。

#### すべての小中学校にエアコンを設置
- 2018年夏の記録的猛暑を受け、加藤憲一元市長は2018年８月末にエアコン導入を決定。公募型プロポーザル方式により「アソー熱工業・山室電機共同企業体」と12月に請負契約を結び、暑さが本格化する７月前までに全校で冷房が稼働できるよう、工事を進めた[26]。
- 2019年6月に全36校669室の設置工事が完了し、冷房運転ができる体制が整った[26]。

### 住民の自治に関係する市政

#### 自治基本条例の制定
- 2011年3月に「小田原市自治基本条例」が制定された[27]。この条例によって、小田原市の「市民が、生き生きと暮らし続けることのできるまちの実現」という目標が明確化された[28]。

#### 市民ホールの建設
- 2008年の市長就任以降、城下町ホールから転換し駅前の市民ホール整備を訴えてきた。しかし市民ホールを整備する際、実施設計図書に基づき、施設を整備することができなかった。そのため、数回に渡って、予算等の修正を行うことになった。市は当初、市は2017年度当初予算案にホール整備事業として3667万円を計上。また3月定例会に、ホール整備に必要な経費に充てる基金を設置するための条例案を提出、16年度一般会計補正予算案に基金に積み立てる10億円を計上することになった[29]。また、当初のオープン時期は、2017年秋であったが、2021年秋まで変更になった[30][31]。これは基本構想の段階から延べ約３千人という多くの市民の声を反映させたためだった[32]。
- 2019年12月小田原市定例議会で杉山三郎議員は、約35億円の損失と述べている[33]。しかし、この金額の多くは用地取得費や文化財調査費など、計画の見直し後の工事でも確実にかかる経費が大半を占めているため正確ではない[34]。実際に経費は城下町ホールの基本設計・実施設計費は約1億6千万円、芸術文化創造センターは約2億円にすぎず、35億円という間違った数字が一人歩きしている[35]。

### 財政の健全化
- 任期中に、1500億円の借金を約400億円削減[36]。
- 任期中に、小田原市の貯金は40億円以上積み増された[37]。

### その他
- 2019年4月1日、LGBTなど性的少数者のカップルが婚姻に相当する関係にあると認める「パートナーシップ宣誓制度」を開始した[38]。
- 「おだぼし認定制度」（仮称）をスタートした[39]。
  - 女性が活躍する環境整備などへの取り組み状況が優良な企業を認定する国の「えるぼし認定」の地方版。一つ星は「意識の向上」、二つ星は「積極的な取り組み」、三つ星は「計画の策定」をコンセプトに内容を整備する方針である。
  - 市は制度を浸透させることで、「企業の活気につながるような好循環が生まれれば」としている。

## 人物・エピソード
日本共産党支持団体へのメッセージ
2009年5月、加藤が市長時代に日本共産党を支持する政治運動団体である「革新懇」の地域支部の総会にメッセージを送ったことが日本共産党の機関紙であるしんぶん赤旗にて紹介されている。
小田原革新懇主催の加藤講演会
小田原革新懇主催で「「育てる」日々からの眺め～市長退任後の活動･地域の未来～」というタイトルで加藤の講演会が開催された。講演会の告知ではカンパも募っている。小田原革新懇のウェブサイト上では、「小田原が恥ずかしい」というタイトルとともに、加藤がFacebookで「市内の子どもたちが「小田原が恥ずかしい」と言っていた」という発言が紹介された。
神奈川土建一般労働組合西相支部と政策協定
2024年1月、加藤は神奈川土建一般労働組合西相支部と政策協定を締結。神奈川土建一般労働組合には有志による「日本共産党後援会」があり、神奈川県内に約240もの地域分会があると日本共産党所属の元衆議院議員が自身のHPで説明している。